# فابيان أنتونيس
فابيان أنتونيس (بالفرنسية: Fabien Antunes)‏ (19 نوفمبر 1991 بفرنسا - ) هو لاعب كرة قدم فرنسي في مركز الدفاع. لعب مع أوستينده ونادي النجم الأحمر سانت أوين وJA Drancy ‏ ونادي فيرتون.

## وصلات خارجية
- فابيان أنتونيس على موقع قاعدة بيانات كرة القدم.إي يو (الإنجليزية)
- فابيان أنتونيس على موقع Soccerway.com (الإنجليزية)